# Gare de Pouilly-sur-Loire
Gare de Pouilly-sur-Loire – przystanek kolejowy w Pouilly-sur-Loire, w departamencie Nièvre, w regionie Burgundia-Franche-Comté, we Francji.
Jest stacją Société nationale des chemins de fer français (SNCF), obsługiwaną przez pociągi TER Bourgogne.

## Położenie
Znajduje się na wysokości 177 m n.p.m., na km 214,004 linii Moret – Lyon, pomiędzy stacjami Tracy - Sancerre i Mesves - Bulcy.

## Usługi
Jest obsługiwany przez pociągi TER Bourgogne na trasie Cosne - Nevers.